# Jan Brož (lední hokejista)
Jan Brož (* 9. dubna 1997 Třebíč) je český lední hokejista hrající na postu brankáře.

## Život
Narodil se sice v Třebíči, nicméně dětství strávil ve Velkém Meziříčí a v tamním klubu s ledním hokejem začínal. Mládežnická léta strávil do roku 2011 v třebíčské Horácké Slavii a poté v Havlíčkově Brodě, který v roce 2013 vyměnil za Duklu Jihlava. Během sezóny 2014/2015 se sice dostal do kádru mužů tohoto celku, nicméně do soutěžního zápasu ještě nezasáhl. Ročník 2015/2016 odehrál za juniorský výběr Jihlavy a pokračoval v něm i následující sezónu. Během ní se muži, tehdy hrající druhou nejvyšší soutěž, dostali do baráže o postup do soutěže nejvyšší. Uspěli a postup si zajistili kolo před koncem. V posledním kole se tak do branky dostal Brož, pro něhož to byla soutěžní premiéra za jihlavské muže. Sezónu 2017/2018 odehrál Brož na hostování v Moravských Budějovicích. Po ní se vrátil zpět do jihlavské Dukly, která mezitím sestoupila opět do druhé nejvyšší soutěže. Následující ročníky patřil mezi členy jihlavského mužstva, byť v sezónách 2018/2019 a 2019/2020 vypomáhal týmu HC Olomouc, ale do soutěžního utkání nezasáhl. Roku 2021 přestoupil na své první zahraniční angažmá, a sice do celku Diables Rouges de Briançon hrajícího nejvyšší francouzskou soutěž.